# Leal (novela)
Allegiant (en español Leal) es la tercera novela de la trilogía Divergente de la autora estadounidense Veronica Roth. A diferencia de las dos primeras novelas, Allegiant está escrita desde el punto de vista de Tris y Cuatro y fue publicada el 22 de octubre de 2013.
Su adaptación al cine se estrenó en 2016.

## Sinopsis
Para Tris Prior, la sociedad basada en facciones que conocía y en la que creía fue destruida por la corrupción del poder, la codicia, la pérdida y la violencia. Así que cuando tiene la oportunidad de ver y experimentar el mundo más allá de las paredes de su distópica Chicago, está lista para eso. Tal vez, ella y Tobias encuentren una vida que es mucho más fácil y simple, libre de dolores, mentiras y traiciones. Pero la nueva realidad de Tris es aún más alarmante que la que había dejado atrás. Antiguos descubrimientos se vuelven rápidamente sin sentido. Nuevas verdades cambian a aquellos a quienes ama. Y una vez más, Tris debe luchar para comprender las complejidades de la naturaleza humana -y de sí misma- mientras se enfrenta a decisiones imposibles sobre el coraje, la lealtad, el sacrificio y el amor.

## Desarrollo
El 18 de julio de 2013, en el panel para Divergente en la Convención Internacional de Cómics de San Diego, Roth reveló que Allegiant está escrito desde el punto de vista de Tris y Tobias, declarando: "he intentado escribir Allegiant tan sólo en la voz de Tris varias veces, pero no funcionó. Su punto de vista, su forma de ver las cosas, era demasiado limitado para la historia que necesitaba contar, así que quise hacer dos cosas con ello: A. Dejar a dos personajes experimentar cosas diferentes, y B. Dejar que reaccionaran de manera diferente a las mismas cosas, así que yo (y, eventualmente, el lector) tendría una idea más clara de toda la historia, de todo el panorama".
Además declaró: "Ya he dicho antes que para mí, Cuatro nunca ha sido solamente el interés amoroso de Tris o una manera para que la tensión sexual entre en la historia. Él siempre ha sido una persona completa con una historia que lo afecta (y a Tris) de manera significativa y motor de la trama junto a Tris por lo que fue la elección obvia para el segundo punto de vista (aunque no el único que intenté). Explorándolo a él, sus elecciones y sus suposiciones sobre el mundo fue increíblemente interesante para mí".

### Título
Hablando sobre el título del libro, Roth dijo que no quería que rimara con Divergente e Insurgente y dijo: "no busqué otras ideas. Siempre fue Allegiant, que definió como "El que es leal o fiel a una causa o persona en particular". Curiosamente, Allegiant fonéticamente sí rima con los anteriores títulos, ya que se pronuncia Al-le-gent".

### Portada
La portada contiene la imagen del Aeropuerto Internacional O'Hare de Chicago y la frase "Una elección te definirá", lo que implica que la historia tendrá a la protagonista mucho más allá de la ciudad y sus alrededores.

### Estilo
Según Roth, el estilo narrativo de Allegiant es diferente a Divergent e Insurgent. Declaró "[Los dos primeros] son libros de acción y violentos. El tercer libro tiene acción, pero una gran parte de mi interés se ha desplazado hacia las luchas sociales y la lucha que Tris está haciendo dentro de su cabeza. Soy una chica de acción, todavía me encanta la acción, pero creo que es un poco más equilibrado ahora".